# Bastoncino da sci

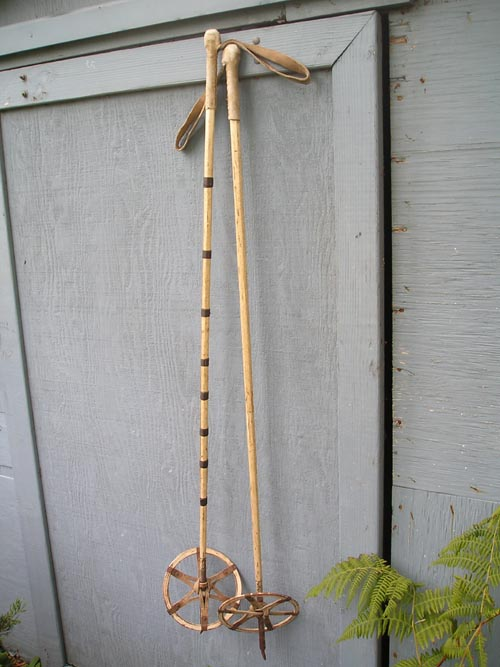
Coppia di bastoncini degli anni cinquanta, in legno di bambù

Il bastoncino da sci (detto anche racchetta da sci) è un attrezzo sportivo invernale che fa parte dell'equipaggiamento dello sci, sia alpino (incluse le sue varianti acrobatica e di velocità) sia nordico (eccetto che nel salto con gli sci). È costituito da un bastone dotato a un'estremità di un'impugnatura (a sua volta corredata da un laccio, in cuoio o materiale sintetico) e all'altra di un puntale; il puntale a sua volta è cinto da una ghiera – chiamata in genere rondella o papera. Si usa in coppia, un bastoncino per mano.

## Storia
Il bastoncino accompagna gli sci fin dalle più antiche attestazioni (IV-III millennio a.C.), ma la prima descrizione dell'uso dei bastoncini in coppia risale solo al 1741. Originariamente in legno, nel 1957 sono stati introdotti i primi bastoncini in alluminio, materiale che si è imposto definitivamente.
Al giorno d'oggi, il bastone di legno singolo (chiamato "alpenstock") viene ancora utilizzato da qualche telemarker, essendosi rivelato utile a imparare la tecnica di discesa, oltre che per la sua eleganza.
Derivano dallo sci i bastoncini da escursionismo e da camminata nordica.

## Aspetto e uso

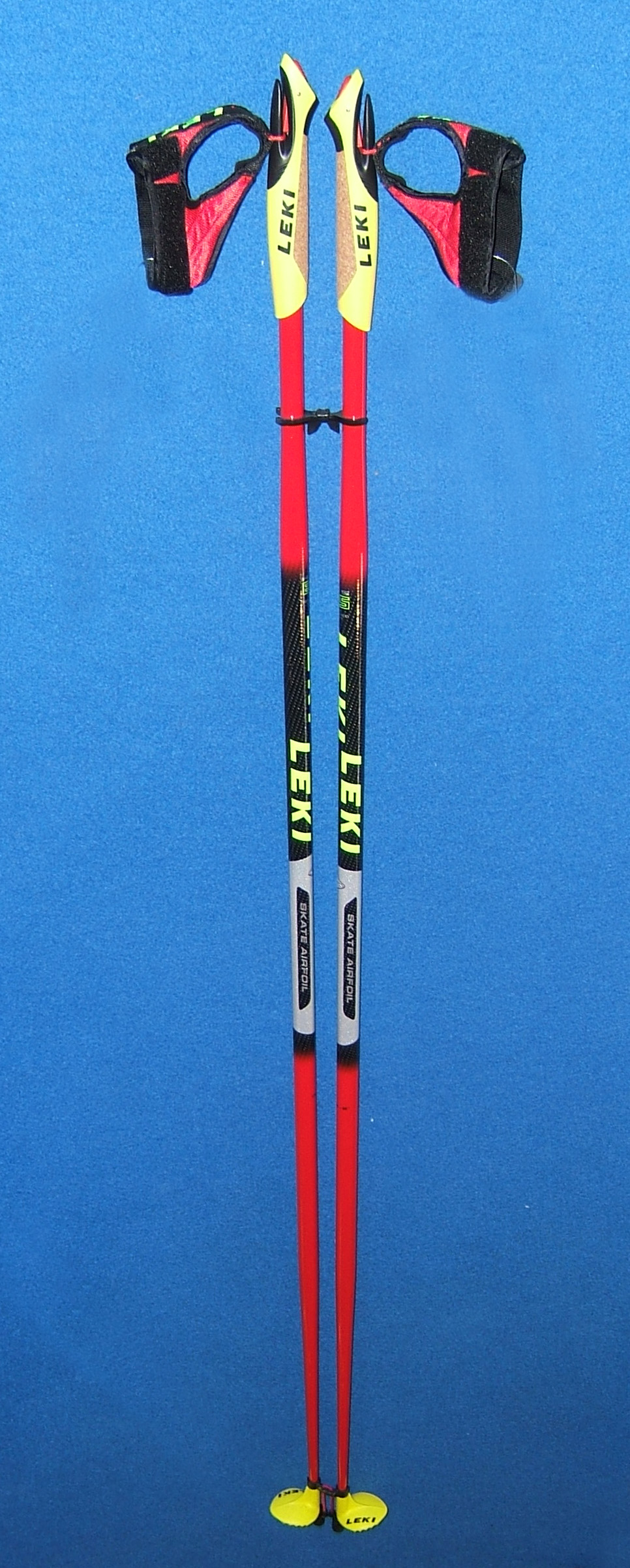
bastoncini moderni da sci di fondo

I bastoncini da sci differiscono tra loro in base all'uso alla disciplina sciistica per cui sono creati e sono composti da: impugnatura, bastoncino vero e proprio, puntale e rondella.
Nello sci alpino i bastoncini hanno principalmente una funzione di stabilizzazione; ne esiste una variante adatta allo sci alpino paralimpico (nel quale vengono appunto detti "stabilizzatori"), dove il puntale è sostituito da un minuscolo sci, e una specifica per le discipline veloci (discesa libera, supergigante, chilometro lanciato), curvata in modo da consentire una maggior aerodinamicità nella posizione a uovo.
Nello sci di fondo, così come nel biathlon e nella combinata nordica, i bastoncini hanno soprattutto una funzione propellente: sono più lunghi e hanno puntale e papera asimmetrici in modo da poter essere più facilmente tenuti orizzontali per spingere in avanti il proprio peso con le braccia.
Nello scialpinismo ai bastoncini è storicamente affidato il semplice equilibrio dell'escursionista, tuttavia negli ultimi anni sta prendendo piede l'abitudine di usare anche per lo scialpinismo bastoncini più simili a quelli da fondo, seppure con papere più larghe, adatte alla neve fresca. L'impugnatura delle racchette da scialpinismo è più lunga di quella degli altri e avvolge buona parte dei bastoncini, per permettere agli scialpinisti di afferrarli ad altezze diverse a seconda della loro posizione rispetto al pendio; inoltre questi bastoncini sono spesso telescopici e possono essere allungati o accorciati a seconda delle necessità del percorso.

### Calcolo della lunghezza
Secondo una regola di base, la lunghezza ottimale dei bastoncini si determina moltiplicando l'altezza dello sciatore per il coefficiente 0,7. Il risultato approssimativo ottenuto dovrà essere arrotondato per eccesso.